# مصطفى مصباح زادة
مصطفى مصباح زادة (بالفارسية: مصطفی مصباح‌ زاده) (بالإنجليزية: Mostafa Mesbahzadeh)‏ (18 نوفمبر 1908 - 25 نوفمبر 2006) حقوقي وعالم الاقتصاد وصحفي إيراني ومؤسس الصحيفة كيهان.

## حياته
ولد في 18 نوفمبر 1908 بشيراز. عُرِف والده، عبد الرحمن إِوَزي بـمصباح الديوان وكان صاحب منصب عند حبيب الله خان قوام الملك الشيرازي. درس أولاً في شيراز و طهران ثم في الجامعة الأميركية في بيروت. ثم انتقل إلى فرنسا ودرس علم الاقتصاد والحقوق في جامعة سوربون ونال الدكتوراه. رجع لبلاده وعُيّن محققا في وزارة العدل ثم مستشارا لمحاكم الاستئناف في طهران. ومن ثم أصبح نائب رئيس الوزراء فيما بعد وقد تنقل بين مناصب عدة. أصدر وأسس جريدة كيهان سنة 1941 على غرار لوموند الفرنسية. 

هاجر إلى الولايات المتحدة في 1977 وتوفي يوم 25 نوفمبر 2006 في سان دييغو (كاليفورنيا).